# Astro Boy (film, 2009)
Pour les articles homonymes, voir Astro et Astro Boy (homonymie).
Pour plus de détails, voir Fiche technique et Distribution.
Astro Boy est un film d'animation en relief américano-japonais de David Bowers d'après le personnage iconique d'Osamu Tezuka, Astro, le petit robot. Il est sorti en salles le 23 octobre 2009 aux États-Unis et le 9 décembre 2009 en France.
Il a reçu des critiques généralement mitigées de la part des critiques de cinéma et a été un échec financier, gagnant 42 millions de dollars dans le monde contre son budget de 65 millions de dollars. En conséquence des faibles performances du film, Imagi a fermé le 5 février 2010 et Astro Boy a été le dernier film produit par le studio.

## Synopsis
Au 22e siècle, Toby Tenma est un adolescent qui vit dans la cité-état futuriste de Metro City, une ville flottant au-dessus de la surface polluée de la Terre. Son père, le Dr Tenma, travaille au Ministère des Sciences, aux côtés du Dr Elefun. Ensemble, ils créent le Peacekeeper, un robot de défense avancé alimenté par deux puissantes sphères d'énergie aux propriétés opposées, de couleurs respectivement bleue et rouge, issues d'un fragment d'étoile découvert par Elefun. Les deux scientifiques informent le président de Metro City, Stone, qui se présente à sa réélection. Contre les avertissements des scientifiques, Stone charge le noyau rouge négatif et le Peacekeeper devient immédiatement hostile. Toby est accidentellement tué par le Peacekeeper, alors que ce dernier tente de quitter violemment le centre de recherche avant qu'Elefun ne parvienne à le désactiver.
Dévasté par la perte de son fils, le Dr Tenma crée un robot à l'image de Toby, programmé avec tous ses souvenirs, avec des défenses intégrées, la capacité de voler et de parler aux robots ne maîtrisant pas le langage humain. Alimenté par le noyau bleu positif, le robot s'active et se croit être Toby. Bien qu'il possède les souvenirs et la personnalité de Toby, Tenma se rend vite compte qu'aucun robot ne pourra remplacer son fils original et le rejette. Stone envoie ses forces à la poursuite de Toby pour s'emparer du noyau bleu, mais la poursuite mène Toby à tomber du bord de la ville lorsque le vaisseau amiral de Stone le frappe avec des missiles. Pendant ce temps, Tenma échappe à l'arrestation en acceptant de désactiver Toby et de rendre le noyau bleu.
Toby se réveille dans un immense dépotoir peuplé de robots jetés depuis Metro City. Il rencontre un groupe d'enfants orphelins : Zane, Sludge, Widget et Cora, accompagnés d'un robot canin nommé Poubelle. Toby rencontre également les membres du Robot Revolutionary Front (RRF), Sparxx, Robotsky et Mike the Fridge, qui prévoient de libérer les robots de la domination humaine, mais sont incompétents et contraints par les Lois de la Robotique. En tentant de le recruter pour leur cause, ils rebaptisent Toby "Astro". Hamegg, l'ancien responsable du Ministère des Sciences et tuteur des orphelins, prend Astro sous son aile. Le lendemain, Astro rencontre un vieux robot de construction hors service nommé Zog, qu'il réactive en partageant de l'énergie du noyau bleu. En discutant avec Cora, il apprend qu'elle vient de Metro City, où elle a fui ses parents, mais qu'elle regrette sa décision par amour pour eux. Hamegg scanne Astro, découvrant qu'il est en réalité un robot, et l'assomme avec son blaster électrique pour l'utiliser dans son tournoi, les Robot Games.
Astro, bien qu'hésitant, défait les combattants de Hamegg jusqu'à ce que Zog soit déployé. Astro et Zog refusent de se battre, et Hamegg tente de les désactiver, mais Zog, ignorant les Lois de la Robotique, faillit tuer Hamegg jusqu'à ce qu'Astro le sauve, choquant la foule. Peu après, les forces de Stone arrivent pour ramener Astro à Metro City, ce dernier décidant de se rendre. Astro retrouve le Dr Tenma et Elefun, et ce dernier désactive le robot. Réalisant qu'il aime Astro autant qu'il aimait Toby, Tenma vole à nouveau le noyau et retarde Stone pour réactiver et libérer Astro. Fou de rage, Stone active le Peacekeeper avec le noyau rouge, qui l'absorbe ainsi que de nombreux objets, grandissant à une taille gigantuesque, poussant Astro à revenir en ville pour l'affronter. La centrale électrique de Metro City est détruite lors du combat, provoquant la chute de la ville, et Astro utilise sa force surhumaine pour l'aider à atterrir en toute sécurité.
Le Peacekeeper tente d'absorber Astro pour obtenir son noyau bleu en utilisant le noyau rouge, mais les deux sont séparés en raison des réactions répulsives des noyaux. Le Dr Tenma dit à Astro que les noyaux se détruiront violemment au contact, tuant ainsi à la fois le Peacekeeper et Astro. Le Peacekeeper capture les amis d'Astro venus du dépotoir, qui étaient à sa recherche, et il partage un dernier au revoir avec son père avant de s'envoler dans le noyau du Peacekeeper, se sacrifiant pour le détruire. Stone survit et est arrêté. Alors qu'Elefun et les enfants trouvent Astro détruit, Zog le réanime grâce à sa propre source d'énergie, réactivée avec le noyau bleu. Réuni avec ses amis et son père, Astro est célébré en héros, tandis que Cora est enfin réunie avec ses parents. Lorsqu'un extraterrestre cyclopéen monstrueux attaque la ville, Astro s'envole le combattre.

## Fiche technique
- Réalisation : David Bowers
- Scénario : David Bowers, Timothy Harris
- D'après le manga de Osamu Tezuka
- Musique : John Ottman
- Directeur artistique : Yan Chen et Jakob Hjort Jensen
- Photo : Pepe Valencia
- Montage : Robert Anich Cole
- Producteur : Maryann Garger et Mark Tarbox
- Distribution : SND
- Budget : 60 millions USD
- Langue : anglais
- Durée : 94 minutes
- Pays :  Hong Kong -  États-Unis -  Japon
- Langue : anglais
- Format : couleur
- Dates de sortie : 
  -  Belgique : 28 octobre 2009
  -  France : 9 décembre 2009

## Distribution

### Voix originales
- Freddie Highmore : Astro / Toby Tenma
- Nicolas Cage : Docteur Tenma
- Bill Nighy : Docteur Elefun / Robotsky
- Kristen Bell : Cora
- Nathan Lane : Hamegg
- Eugene Levy : Orrin
- Matt Lucas : Sparx
- Donald Sutherland : le président Stone
- Samuel L. Jackson : ZOG
- Moisés Arias : Zane
- Alan Tudyk : Mr. Squeegee
- David Alan Grier : Mr. Squirt
- Ryan Stiles : Mr. Mustachio
- Sterling Beaumon : Sludge
- Madeline Carroll : Widget
- Elle Fanning : Grace
- Victor Bonavida : Sam
- Charlize Theron : la narratrice

### Voix françaises
- Gabriel Bismuth-Bienaimé : Astro / Toby Tenma
- Lionel Tua : Docteur Tenma
- Denis Boileau : Docteur Elefun
- Camille Donda : Cora
- Gabriel Le Doze : Hamegg
- Roger Carel : Orrin
- Pierre Dourlens : le président Stone

### Voix québécoises
- Antoine L'Écuyer : Astro / Toby Tenma
- Patrice Robitaille : Docteur Tenma
- Jacques L'Heureux : Docteur Elefun
- Mirianne Brûlé : Cora
- Hubert Gagnon : Hamegg
- Stéphane Crête : Orrin
- Pierre Brassard : le président Stone
- Gilbert Lachance : Sparx
- Anne Dorval : la narratrice

## Commentaires
Le film met en scène le personnage créé au début des années 1950 par Osamu Tezuka, Astro, le petit robot, et auquel des séries télévisées animées ont déjà été consacrées dans les années 1960.
Colin Brady devait réaliser le film, puis David Bowers entame le projet.
Ce film crée une nouvelle genèse à l'histoire d'Astro.
Détail : les pointes des cheveux d'Astro changent souvent de sens.
Le scientifique au bérêt, collègue du docteur Elefun, est physiquement inspiré d'Osamu Tezuka lui-même.